# 1896 w sztukach plastycznych
Wydarzenia w sztukach plastycznych i wizualnych w 1896 roku.

## Malarstwo

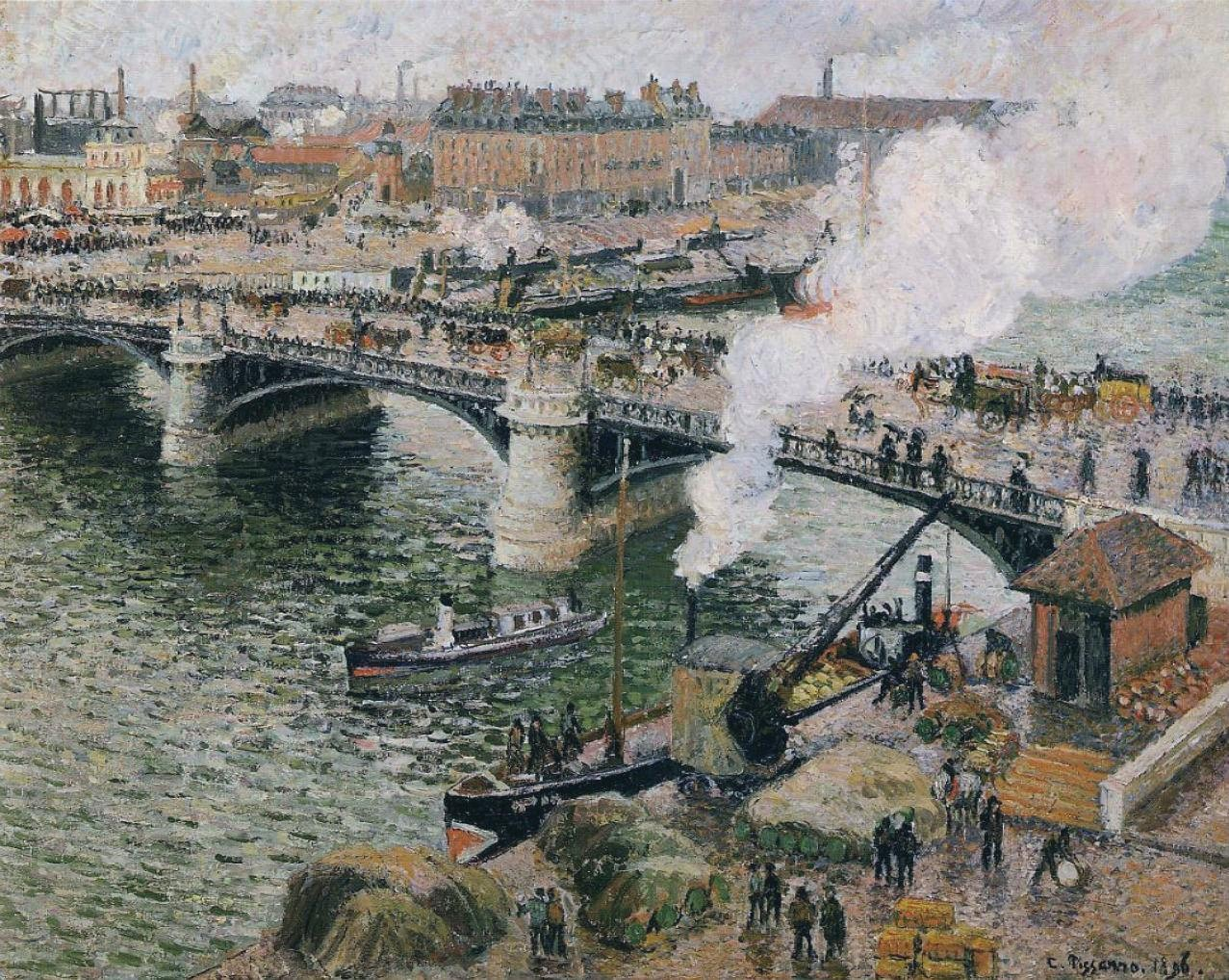
Camille Pissarro, Most w Rouen

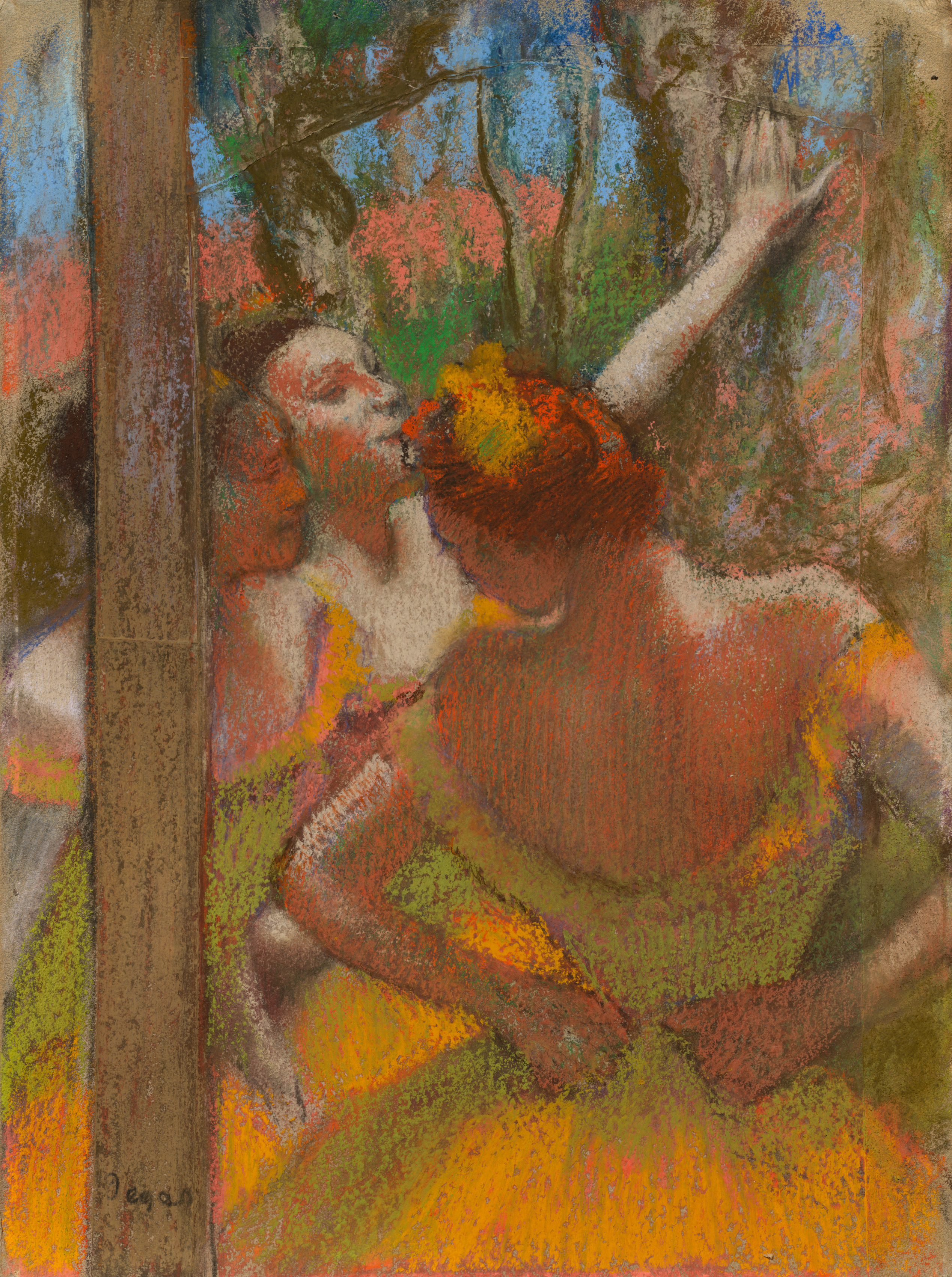
Edgar Degas, Tancerki

- Olga Boznańska

Portret dwóch dziewczynek – olej na tekturze, 70×49,5 cm
- Józef Chełmoński

Orka – olej na płótnie, 144x217 cm
Szkic do obrazu „Burza” – olej na płótnie naklejonym na tekturę, 23,5x37 cm
Burza – olej na płótnie, 107×163 cm
- Edgar Degas

Tancerki – pastel, 55,2×41 cm
- Julian Fałat

Autoportret z paletą – olej na płótnie, 135,5x86 cm
Widok Krakowa (I) – akwarela na papierze, 65,5x163,5 cm
Widok Krakowa (II) – akwarela na papierze, 58x138 cm
- Paul Gauguin

Macierzyństwo
- Camille Pissarro

Most w Rouen
- Leon Wyczółkowski

Siewca – olej na płótnie, 88x56 cm
Krucyfiks wawelski – olej na płótnie, 200x110 cm

## Urodzeni
- Maksymilian Feuerring (zm. 1985), polski malarz
- Stanisław Zalewski (zm. 1958), polski malarz, grafik
- 18 marca – Łado Gudiaszwili (zm. 1980), gruziński malarz, grafik
- 3 kwietnia – Józef Czapski (zm. 1993), polski malarz
- 13 kwietnia – Leon Getz (zm. 1971), polski malarz i grafik
- 2 maja – Karol Kossak (zm. 1975), polski malarz, ilustrator
- 1 sierpnia – Jaromír Funke (zm. 1945), czeski fotograf
- 16 grudnia – Henryk Barczyński (zm. 1941), polski malarz, grafik, ilustrator
- 29 grudnia – David Alfaro Siqueiros (zm. 1974), meksykański malarz i grafik

## Zmarli
- Witold Pruszkowski (ur. 1846), polski malarz
- 25 stycznia – Frederic Leighton (ur. 1830), angielski malarz i rzeźbiarz
- 13 sierpnia – John Everett Millais (ur. 1829), brytyjski malarz i ilustrator
- 25 sierpnia – Teodora Matejko (ur. 1846), żona malarza Jana Matejki
- 3 października – William Morris (ur. 1834), angielski malarz, rysownik, architekt